# Morfolina
Morfolina, tetrahydro-1,4-oksazyna – organiczny, heterocykliczny związek chemiczny, zawierający w pierścieniu heteroatomy azotu i tlenu. Jest to związek, który ma cechy aminy drugorzędowej i eteru cyklicznego. Z wodą i z etanolem miesza się w dowolnym stosunku.
Można ją otrzymać w wyniku dehydratacji dietanoloaminy (np. za pomocą kwasu siarkowego) lub w reakcji eteru di(2-chloroetylowego) z amoniakiem:

Synteza morfoliny

## Zastosowanie
Morfolina stosowana jest jako półprodukt w syntezie organicznej, inhibitor korozji, oraz rozpuszczalnik.
Jest często używanym dodatkiem alkalizującym do wody (w stężeniu rzędu mg/kg wody) w systemach grzewczych i w instalacjach parowych, na przykład w elektrowniach, ponieważ ma lotność podobną do lotności wody i dlatego rozkłada się w systemie względnie równomiernie. Morfolina wykazuje wystarczająca stabilność temperaturową w tych temperaturach (często około 300 °C) i podwyższonym ciśnieniu w odtlenionej wodzie. Często używana jest razem z hydrazyną i amoniakiem. Pochodne morfoliny są wykorzystywane w lecznictwie, np. trymetozyna czy reboksetyna.